# 1-й конгресс народных учителей
Первый конгресс народных учителей собрал в Риге латышских учителей Курляндской и Лифляндской губерний во время революции 1905 года. Съезд проводился с 10 (23) октября 1905 г. по 14 (27) ноября по предложению ЛСДРП, в нём приняли участие около 1000 народных учителей. Конгресс принял решение о переходе на латышский язык обучения в школах, что укрепило идеи автономии Латвии.

## Предыстория
Первый съезд латышских учителей, организованный младолатышами, состоялся 26 июня 1874 года.
Летом 1905 года учителя Курляндии и Лифляндии на нелегальных собраниях разрабатывали программу народных гимназий, которую обобщил Янис Асарс. Программа была опубликована в конце августа 1905 года, когда ещё не существовало гражданских свобод и действовала строгая цензура, поэтому в программе не указывались её авторы и источники. Главным в этой программе было то, что обучение должно продолжаться на латышском языке, а школа должна быть отделена от церкви.
Съезд был организован после того, как император Российской империи Николай II своим манифестом дал народу свободу собраний 17 (30) октября.

## Ход конгресса
Райнис выступил с докладом о создании образовательных учреждений в самоуправлениях и введении обязательного бесплатного образования для детей от 8 до 14 лет. Конгресс избрал центральное бюро Союза народных учителей Латвии в составе 15 человек, в том числе в руководство вошли Райнис, Карлис Скалбе и Вилис Плудонс. Хотя офис существовал ещё в 1906 году, его деятельность была серьёзно ограничена контрреволюционным давлением. Латвийский союз народных учителей не смог начать активную работу.
Социал-демократы полностью разделяли озабоченность латышей судьбой их родного языка в школах. Комитеты народного действия в сельской местности на территории Латвии (всего 470, в том числе в Латгалии, в тот период входившей в Витебскую губернию), были созданы почти во всех приходах. Часть программ конгресса была полностью или частично реализована. Среди полностью (в основном в сельских районах) реализованных программ были такие как: право голоса для всех граждан старше 20 лет, свобода совести и слова, обязательное бесплатное посещение народных гимназий для детей до 16 лет, содержание инвалидов за счет органов местного самоуправления. Но уже в конце ноября были введены контрреволюционные меры. Несмотря на контрреволюционную деятельность, некоторые свободы, полученные во время революции, остались в силе.

## Последствия
После 1905 года движение учителей стало главной силой в народном образовании и росте национального самосознания. Очередной съезд латышских учителей прошёл в Тарту 8-12 июня 1917 года.
Съезды учителей Латвии впоследствии проходили 27-31 декабря 1920 года, 19-20 июня 1925 года, 3-4 января 1936 года. Съезды учителей Латвийской ССР проходили 1-2 сентября 1940 г., 28-30 марта 1957 г., 27-28 декабря 1960 г., 23-24 мая 1968 г. и 24-25 мая 1978 г., 24-25 апреля 1987 г.
После восстановления независимости Латвии 11-12 марта 1994 года прошел Конгресс учителей Латвии, а 29 апреля 2009 года — Конгресс «Образование и воспитание для латвийского общества».